# Luka (canção)
"Luka" é uma canção escrita e gravada por Suzanne Vega, lançada como single do seu segundo álbum de estúdio, Solitude Standing, em maio de 1987. É considerado o maior sucesso da cantora nos Estados Unidos, tendo alcançando o terceiro lugar na Billboard Hot 100. Em nível global, a canção alcançou o primeiro lugar em Israel e chegou ao top 10 na Áustria, Canadá, Nova Zelândia, África do Sul e Suécia. Shawn Colvin cantou os vocais de fundo no disco. Também rendeu a Vega indicações ao  Grammy Awards de 1988, incluindo Gravação do Ano, Canção do Ano e Melhor Performance Vocal Pop Feminina. Vega também gravou uma versão em espanhol da música, incluída no single.

## Temática
A música trata da questão do abuso infantil. Em um especial de televisão sueco de 1987, Vega revelou sua inspiração para "Luka": 
Há alguns anos, eu costumava ver um grupo de crianças brincando na frente do meu prédio, e havia uma delas, cujo nome era Luka, que parecia um pouco diferente das outras crianças. Eu nunca me esqueci do seu nome e de seu rosto, e não sabia muito sobre ele, mas ele parecia deslocado desse grupo de crianças que eu via brincando. E foi nesse personagem em quem me baseei para a canção "Luka". Na canção, o garoto Luka é uma criança que sofreu abuso — na vida real, eu acho que não. Penso que ele era simplesmente uma criança diferente.

## Créditos
- Suzanne Vega: Vocais, violão
- Marc Shulman: Guitarra elétrica
- Michael Visceglia: Baixo elétrico
- Stephen Ferrera: Baterias, Percussão
- Anton Sanko: Sintetizador
- Shawn Colvin: Back-vocal
- Jon Gordon, Peter Wood: Arranjos

## Videoclipe
O vídeo foi dirigido por Michael Patterson e Candice Reckinge. Foi filmado ao longo de três dias, em Nova Iorque. O papel de Luka foi interpretado pelo ator Jason Cerbone, que foi escolhido depois que os diretores fizeram testes com mais de 90 crianças para o papel.

## Presença em "Mandala Internacional" (1988)

LP Mandala Internacional, lançado pela Somlivre em LP e K7, no ano de 1988, onde a canção esteve incluída.

A canção foi difundida no Brasil por fazer parte da trilha sonora internacional da novela Mandala, escrita por Dias Gomes e exibida as 20h pela TV Globo entre 1987/1988.

## Desempenho nas Paradas Musicais
| Parada Musical (1987)                         | Melhor Posição |
| --------------------------------------------- | -------------- |
| África do Sul (Springbok Radio)               | 3              |
| Austrália (Kent Music Report)                 | 21             |
| Áustria (Ö3 Austria Top 75)                   | 9              |
| Bélgica (Ultratop 50 de Flandres)             | 33             |
| Canadá (RPM Top Singles)                      | 5              |
| Europa (European Hot 100 Singles)             | 65             |
| França (SNEP)                                 | 24             |
| Irlanda (IRMA)                                | 11             |
| Países Baixos (Dutch Top 40)                  | 26             |
| Países Baixos (Single Top 100)                | 40             |
| Nova Zelândia (Recorded Music NZ)             | 8              |
| Suécia (Sverigetopplistan)                    | 2              |
| Reino Unido (UK Singles Chart)                | 23             |
| Estados Unidos (Billboard Hot 100)            | 3              |
| Estados Unidos (Billboard Adult Contemporary) | 3              |
| Estados Unidos (Billboard Hot Latin Songs)    | 48             |
| Estados Unidos (Billboard Mainstream Rock)    | 15             |

| Parada Musical (2016–2020)       | Posição |
| -------------------------------- | ------- |
| Polónia (Polish Airplay Top 100) | 97      |
| Slovenia (SloTop50)              | 49      |

| Parada Musical (1987)              | Posição |
| ---------------------------------- | ------- |
| Canadá (Canada Top Singles) (RPM)  | 31      |
| Estados Unidos (Billboard Hot 100) | 52      |

## Prêmios e Indicações
| Ano  | Prêmio                 | Categoria                             | Resultado | Ref. |
| ---- | ---------------------- | ------------------------------------- | --------- | ---- |
| 1987 | Billboard Music Awards | Top Hot 100 Song                      | Indicado  |      |
| 1988 | MTV Video Music Awards | Best Female Video                     | Venceu    |      |
| 1988 | MTV Video Music Awards | Breakthrough Video                    | Indicado  |      |
| 1988 | MTV Video Music Awards | Best Cinematography                   | Indicado  |      |
| 1988 | Grammy Awards          | Canção do Ano                         | Indicado  |      |
| 1988 | Grammy Awards          | Gravação do Ano                       | Indicado  |      |
| 1988 | Grammy Awards          | Melhor Performance Vocal Pop Feminina | Indicado  |      |

## Sequência
Durante um episódio de 2012 das Mastertapes da BBC Radio 4, Vega revelou que tinha escrito uma continuação para "Luka", do ponto de vista do personagem, enquanto ele relembrava o passado. A música, intitulada "Song of the Stoic", mais tarde apareceu em seu álbum de 2014 Tales from the Realm of the Queen of Pentacles.

## Versõescover
- A música foi regravada pelos Lemonheads em seu álbum de 1989, Lick.[28] O vocalista do Lemonheads também está usando um crachá "Olá, meu nome é Luka" no vídeo da música para a interpretação de Mrs. Robinson.
- A banda indie britânica Easyworld regravou a música no lado B do seu single de 2004, Til the Day.
- A música foi regravada em estilo bossa nova pela banda japonesa Indigo em seu álbum de 2004, My Fair Melodies 2.
- Laith Al-Deen regravou a música em seu álbum de 2009, Session.
- Olivia Ong também regravou a música em seu álbum homônimo de 2010.
- Kasey Chambers regravou a música em seu álbum de 2011, Storybook.
- Slug interpolou a música na música Suzanne Vega de Felt.
- Hildur Vala Einarsdóttir regravou a música em seu álbum homônimo de 2005.